# Милевка
Милёвка — река в России, протекает по Псковскому району и Пскову в Псковской области. Длина реки — 13 км. Исток реки находится недалеко от деревни Долгорепицы. Устье реки находится в 1,8 км от устья реки Псковы в городе Пскове. В верхнем и среднем течении долина Милёвки заболочена.

## Данные водного реестра
По данным государственного водного реестра России относится к Балтийскому бассейновому округу, водохозяйственный участок реки — Великая. Относится к речному бассейну реки Нарва (российская часть бассейна).
Код объекта в государственном водном реестре — 01030000212102000029515.

## Топографическая карта
- Лист карты O-35-81 Псков. Масштаб: 1 : 100 000. Состояние местности на 1977 год. Издание 1979 г.